# Adam Lamberg
Adam Matthew Lamberg (ur. 14 września 1984 w Nowym Jorku) – amerykański aktor pochodzenia żydowskiego. Występował w roli Davida „Gordo” Gordona w serialu Lizzie McGuire w latach 2001–2004.
Kiedy miał 7 lat, dostał swoją pierwszą rolę w reklamie American Express, od tego czasu zafascynował go świat aktorstwa. Jako młody chłopiec zaczynał grać niewielkie role w takich filmach jak Dziwak z Central Parku oraz Radiant City, a jego pierwszą poważną pracą był serial Lizzie McGuire, w którym grał u boku Hilary Duff i Lalaine.

## Filmografia
- Radiant City (1996) jako Stevie Goodman
- Szlak trupów (Dead Man’s Walk, 1996) jako Willy Carey
- Dziwak z Central Parku (I’m not Rappaport, 1996) jako Spiderman Kid
- Dzień w którym zastrzelono Lincolna (The Day Lincoln Was Shot, 1998) jako Thomas ‘Tad’ Lincoln
- Wielka misja Maxa Keeble’a (Max Keeble’s Big Move, 2001) jako Eighth Grader #3 na rowerze
- Lonesome (2001) jako Jason Randolph
- The Pirates of Central Park (2001) jako Mike Bromback
- Lizzie McGuire (2001–2004) jako David Zephyr ‘Gordo’ Gordon
- The Lizzie McGuire Movie (2003) jako David Zephyr ‘Gordo’ Gordon
- Hilary’s Roman Adventure (2004) jako on sam
- When Do We Eat? (2005) jako Lionel